# Bès (dopływ Bléone)
Bès – rzeka we Francji, przepływająca przez teren departamentu Alpy Górnej Prowansji, o długości 38,8 km. Stanowi dopływ rzeki Bléone.